# Brugos de Fenar
Brugos de Fenar es una localidad española, perteneciente al municipio de La Robla, en la provincia de León y la comarca de la Montaña Central, en la Comunidad Autónoma de Castilla y León. 
Situado sobre el arroyo del Valle Lomberas, afluente del río Bernesga.
Los terrenos de Brugos de Fenar limitan con los de Llombera al norte, Orzonaga al noreste, Rabanal de Fenar al este, Pedrún de Torío, Matueca de Torío y Fontanos de Torío al sureste, Riosequino de Torío al sur, Cascantes de Alba al suroeste, La Robla al oeste, y Alcedo de Alba, Puente de Alba, Peredilla y Huergas de Gordón al noroeste.
Perteneció al antiguo Concejo de Fenar.